# مقاطعة باوني (أوكلاهوما)
مقاطعة باوني (بالإنجليزية: Pawnee County)‏ هي إحدى مقاطعات ولاية أوكلاهوما في الولايات المتحدة الأمريكية.